# Верёвкин, Пётр Владимирович
Пётр Владимирович Верёвкин (1862—1946) — российский государственный  деятель; егермейстер, действительный статский советник (1908). Эстляндский, Виленский и  Ковенский губернатор; брат художницы Марианны Верёвкиной.

## Биография
Родился в семье офицера Владимира Верёвкина и художницы Елизаветы Верёвкиной. Сестра Марианна (1860–1938), ставшая впоследствии известной художницей, и ее брат Всеволод (1872–1924), будущий управляющий усадьбами Пажайслис и Мажелишкес, росли вместе. В 1862 году Верёвкины переехали в Витебск, где глава семьи был назначен губернатором. С 1868 до 1878 год они жили в Вильне, где их отец был начальником Виленского военного округа.
В службе с 1880 года. В офицерском чине с 1882 года, после окончания Пажеского Его Императорского Величества корпуса с определением в Преображенский лейб-гвардии полк, позже был переведён в Гренадерскую артиллерийскую бригаду. При этом в это же время там служил наследник престола, будущий российский император Николай II. Это знакомство впоследствии сыграло важную роль в дальнейшей карьере Петра Верёвкина. С 1897 года капитан лейб-гвардии в отставке.
После выхода в запас работал предводителем дворянства Гродненской губернии. Лето он провел в отцовской усадьбе в Вижуонелес.
С 1901 года коллежский советник и камер-юнкер Императорского двора с назначением Гродненским предводителем дворянства,  служил  почётным мировым судьёй в Вилькомирcком уезде  и был избран председателем Новоалександровского уездного собрания мировых судей.

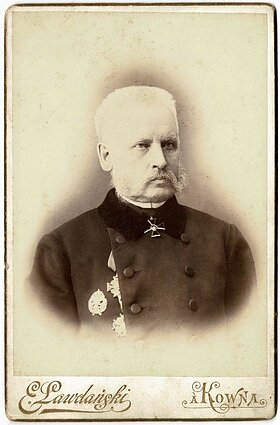
Губернатор П. В. Верёвкин в Ковно

С 1904 года статский советник,  Ковенский губернатор, В 1908 году произведён в  егермейстеры Императорского двора и действительные статские советники. В 1903 году Пётр Владимирович, будучи вице-губернатором Ковенской губернии, он пригласил императора Николая II на охоту в своих угодьях в окрестностях имения, и там вместе с генерал-губернатором Святополк-Мирским уговорил царя снять запрет с литовской печати. 
На государственной службе проявил себя как либерал, сторонник реформ. Он несколько раз посещал премьер-министра России Петра Столыпина в имении Калнабярже и обсуждал будущие реформы в Империи. Верёвкин  легко выдавал разрешения на организацию литовских вечеров. Он помог восстановить Тельшяй после  пожара 1908 года, благодарные горожане присвоили ему за звание почетного гражданина. Во время революции 1905 года Верёвкин по ходатайству ксёндза Мисявичюса  выпустил двух политзаключенных из тюрьмы в Укмерге. Впоследствии он получил также статус почётного гражданина Каунаса и Вильнюса.
7 мая 1912 года назначен Виленским губернатором. В 1913 году губернатор Верёвкин помог устроиться на государственную службу будущему президенту Александрасу Стульгинскису, хотя по законам Российской империи католик не мог занимать такой государственный пост. Он продолжил свое покровительство – благодаря его усилиям и усилиям его супруги в Науйойи Вильне были заложены фундаменты новой каменной церкви. После начала Первой мировой войны администрация губернии эвакуировалась за Дисну. 
С 1915 года назначен Эстляндским губернатором и переехал в Ревель. 
31 августа 1918 года арестован и заключен большевиками в Петроградскую тюрьму. Литовские социал-демократы, юристы Стасис Бытаутас, Владас Пожела и Вольфас добились его освобождения, и после оформления статуса военного беженца из Литвы в 1919 году вместе с эшелоном беженцев П. Верёвкин прибыл в Литовскую Республику. Там он был приглашён на работу советником в Министерство внутренних дел.
Служба в Каунасе не была продолжительной, и Пётр Верёвкин вернулся в Вижуонелес. После земельной реформы помещичьи владения оказались значительно урезанными, поэтому требовалось развитое и эффективное хозяйство. Он основал животноводческую ферму и доставлял молоко на молочный завод в Утенe, в организации которого сам участвовал. Он выучил литовский язык и выписывал литовскую прессу. 
В 1940 году после присоединения Литвы к СССР усадьба Выжуонеляй была национализирована, а П. Верёвкин арестован. Вскоре он был освобождён и скрывался в Каунасе. В начале Второй мировой войны он эмигрировал на Запад и жил на озере Лаго-Маджоре в Швейцарии.

## Семья
- Жена — Софья Александровна Верёвкина, урождённая Эллис (1870—?)[4]
  - Сын — Владимир Петрович (11 апреля 1890—15 июля 1916), подпоручик лейб-гвардии Преображенского полка, убит в бою у дер. Райместо под Ковелем[5].
  - Дочь — Елизавета (1891—1900), скончалась на 9-м году жизни[4].
  - Дочь — Софья (1892—1893), скончалась младенцем[4].
  - Дочь — Наталья Петровна, в замужестве Арцыбушева (1893—1987), муж — Дмитрий Арцыбушев[4], сын К. Д. Арцыбушева.
  - Дочь — Мария Петровна, в замужестве Клюге (1895—1977), солистка оперы, муж — Eugene von Kluge[4].
  - Сын — Пётр Петрович (1897—?), муж Ольги Львовны, урождённой Клеменс[4].
  - Дочь — Анастасия  Петровна, в замужестве Корчинская-Истомина (1903—1981?), певица, мужья — Владимир Корчинский, затем Евгений Истомин[4].
  - Сын — Александр Петрович (1904—1983), женат на Hertha von Werefkin, урождённой Heuser[4].